# Backerbse
Backerbsen (také gebackene Erbsen – česky doslova „pečené hrášky“) jsou tradiční těstoviny do polévky německé nebo rakouské kuchyně. Pochází z Vorarlberska.
Backerbsen, dříve pečené na sádle byly vložkou do polévek „vyšších vrstev“. V 21. století se vyrábí průmyslově a v obchodní síti jsou běžnou komoditou. Poprvé je začala nabízet v roce 1953 vorarlberská firma Rudolf Ölz Meisterbäcker. Vyrábí si je ale i hospodyně samy.

## Regionální označení
V Německu se užívá především označení (gebackene) Mehlerbse („moučné hrášky“). V německojazyčné části Švýcarska se užívá i označení Suppenperle (polévkové perly) což odráží výraz ve vorarlberském dialektu Hochzeitsperle („svatební perly“). Původním označením backerbsen v Rakousku byl výraz Hochzitbolla. Dalším typickým označením je 'Bufferl', jemuž odpovídá hornošvábský výraz 'Bopfrlâ'.

## Domácí příprava
Připravují se z těsta složeného z mouky, vajec, mléka s přídavkem soli, popřípadě rostlinného oleje. Pomocí plochého struhadla se z těsta tvoří malé kuličky velikosti hrachu, ty se nechají rovnou padat do vroucího oleje a fritují se. Backerbsen se do polévky či bujónu přidávají bezprostředně před servírováním.